# Plovan
Plovan (tiếng Breton: Plovan) là một xã của tỉnh Finistère, thuộc vùng Bretagne, miền tây bắc Pháp.

## Dân số
Người dân ở Plovan được gọi là Plovanais.